# Max-Lingner-Preis
Der Max-Lingner-Preis war ein von 1974 bis 1988 in der DDR von der Akademie der Künste vergebener Preis für „junge Maler, Grafiker, Pressezeichner oder Kunstwissenschaftler, die in ihrem Schaffen im Sinne von Max Lingner mit Arbeiten von hoher künstlerischer bzw. wissenschaftlicher Qualität zur Entwicklung der sozialistischen Kunst, zu ihrer Pflege, Erforschung oder Popularisierung beigetragen haben“. 

## Bedeutung, Geschichte
Im Statut hieß es detailliert: „Der Preis wird als Auszeichnung für vorliegende Werke vergeben, kann aber in besonderen Fällen auch als Förderungspreis … zur weiteren Ausbildung und Durchführung von Studienreisen verliehen werden …“
Im Rang war der Preis dem Will-Lammert-Preis der Akademie gleichgestellt. Der Preis ging auf einen Vorschlag der Witwe Max Lingners, Erika Lingner, geb. Hoffmeier (1914–1997), an Konrad Wolf, den Präsidenten der Akademie, vom 4. April 1973 zurück, die damit eine testamentarische Bestimmung Max Lingners erfüllte. Sie stellte das Grundkapital von 50.000 Mark sowie weitere 3000 Mark für die erste Preisverleihung zur Verfügung. 
Der Preis wurde in der Regel alle zwei Jahre aus Anlass des Geburtstags von Max Lingner vergeben. Das Preisgeld betrug anfangs 3000 Mark, ab 1985 5000 Mark.
Nach der deutschen Wiedervereinigung wurde die Preisverleihung eingestellt.

## Preisträger
- 1974: Nuria Quevedo
- 1976: Ingo Bach, Kunstwissenschaftler
- 1978: Siegfried Klotz
- 1980: Heidrun Hegewald
- 1982: Heinrich Tessmer, Maler
- 1985: Rainer Schade und Bernt Wilke
- 1988: Gertrud Heider, Kunstwissenschaftlerin